# God Is a Woman
«God Is a Woman» — пісня американської співачки Аріани Ґранде. Вона була випущена 13 липня 2018, як другий сингл із четвертого студійного альбому співачки Sweetener (2018).

## Фон і випуск
«God Is a Woman» уперше була згадана в музичному відео «No Tears Left To Cry», коли був показаний робочий список пісень майбутнього альбому. Аріана підтвердила назву на The Tonight Show starring Jimmy Fallon 1 травня 2018.
27 червня Аріана розповіла, що пісня стане другим офіційним синглом альбому. Спочатку співачка оголосила в Твіттері, що сингл буде випущено 20 липня, однак пізніше вона підтвердила, що пісня вийде 13 липня. 
Під час інтерв'ю для SiriusXM Radio Andy, відома кубино-американська співачка Каміла Кабельйо прокоментувала, що трек «God Is a Woman» спочатку був написаний для неї, але вона відмовилась від нього, вважаючи, що він не придатний до її музичного стилю.

## Композиція
«God Is a Woman» є піснею середнього темпу, яка триває три хвилини та сімнадцять секунд. Вона включає в себе елементи хіп-хопу та регі. Time зазначив: «Голос Аріани накладений у декілька шарів так, що здається, наче співає хор». 

## Музичне відео
Відео зі словами пісні було опубліковане на Ютуб каналі Аріани. Воно складалося з кадрів сповненого хмар неба, що переходить у космос, і закінчилося фотографією співачки. Музичне відео було опубліковане пізніше того ж дня. Його режисером став Дейв Маєрс. Воно включає монолог Мадонни й віддає данину поваги Страшному суду, фресці Мікеланджело «Створення Адама», а також грецькій міфології.

## Кавер-версія
25 березня 2022 року новозеландська поп-співачка Бені виконала кавер на «God Is a Woman».

## Нагороди
| Рік  | Нагорода               | Номінація                     | Результат |
| ---- | ---------------------- | ----------------------------- | --------- |
| 2019 | Греммі                 | Найкраще поп-сольне виконання | Номінація |
| 2019 | MTV Video Music Awards | Найкращі візуальні ефекти     | Номінація |